# Ella Fogelström
Ella Sara Charlotta Fogelström, född 7 september 2003, är en svensk skådespelare.

## Biografi
Ella Fogelström har bland annat medverkat i filmerna En gång i Phuket och Lasse-Majas detektivbyrå – von Broms hemlighet. Sitt genombrott fick hon skräckfilmen Rum 213 där hon spelade en av huvudrollerna. Hon medverkade även i dramaserien På gatan där jag bor där hon spelar Alma.

## Filmografi (i urval)
- 2011 – En gång i Phuket
- 2013 – Lasse-Majas detektivbyrå – von Broms hemlighet
- 2017 – Rum 2017
- 2024 – På gatan där jag bor (TV-serie)